# Venus (Mythologie)

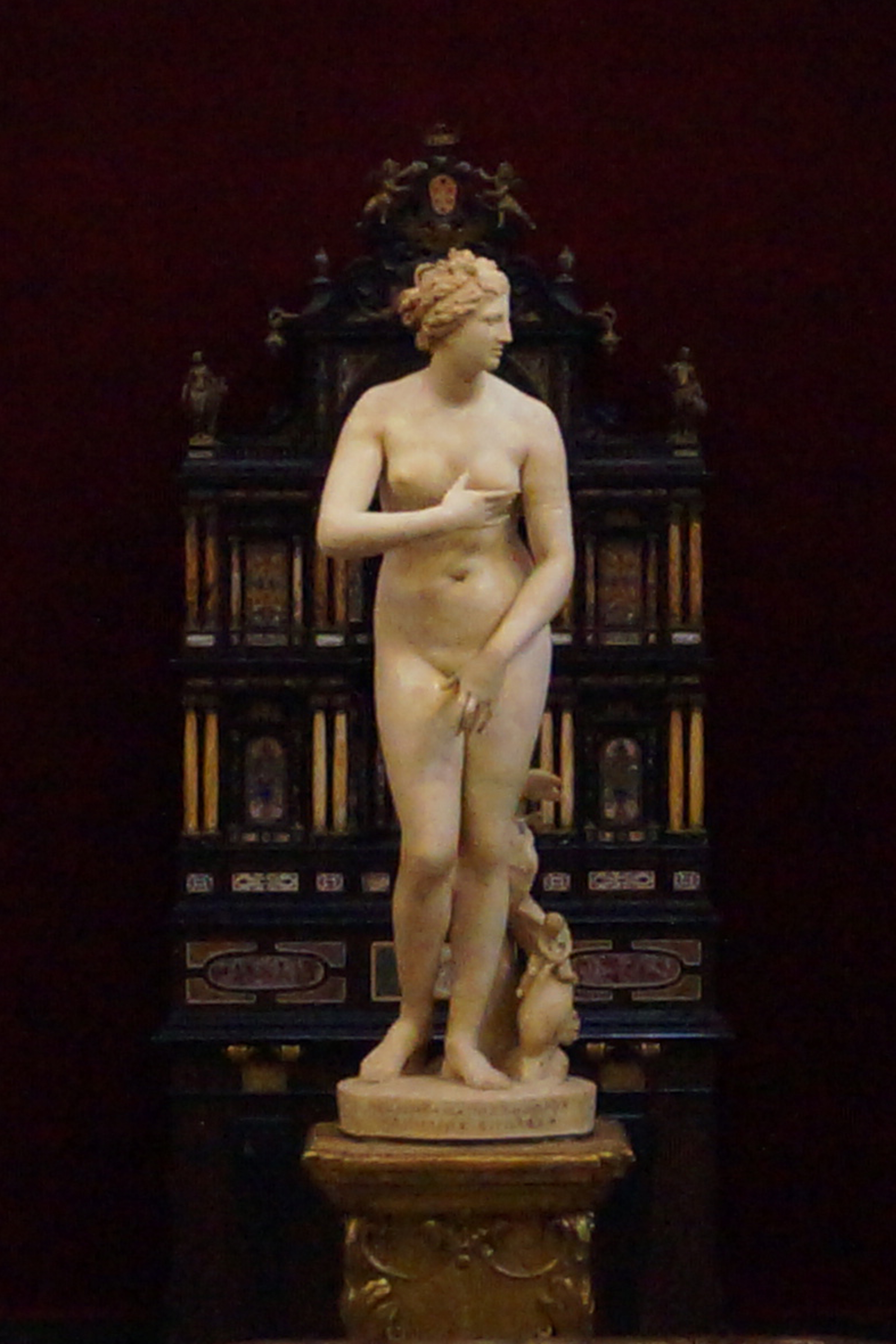
Venus Medici, 1. Jahrhundert v. Chr., Uffizien, Florenz

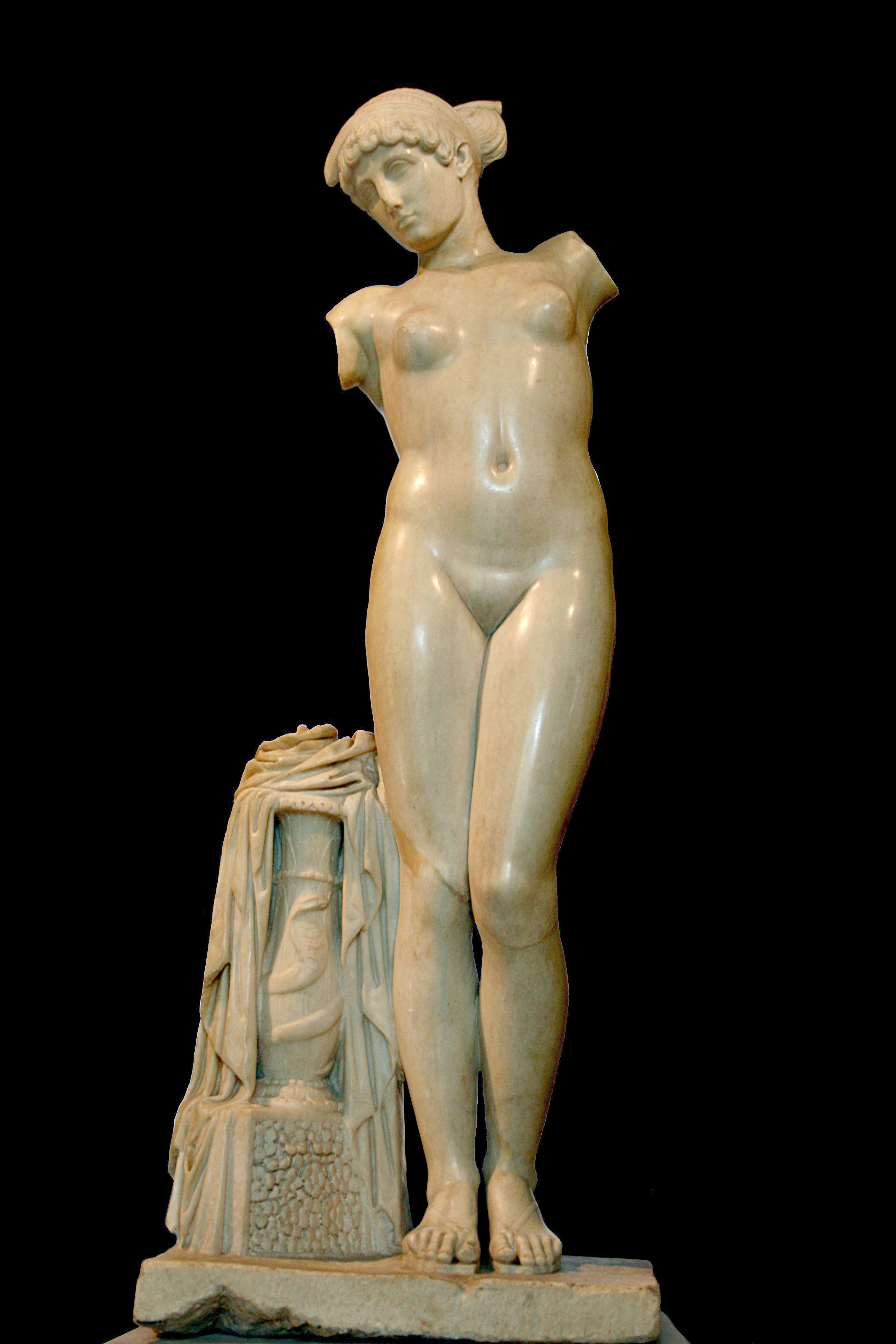
Venus vom Esquilin (ca. 50 n. Chr.)

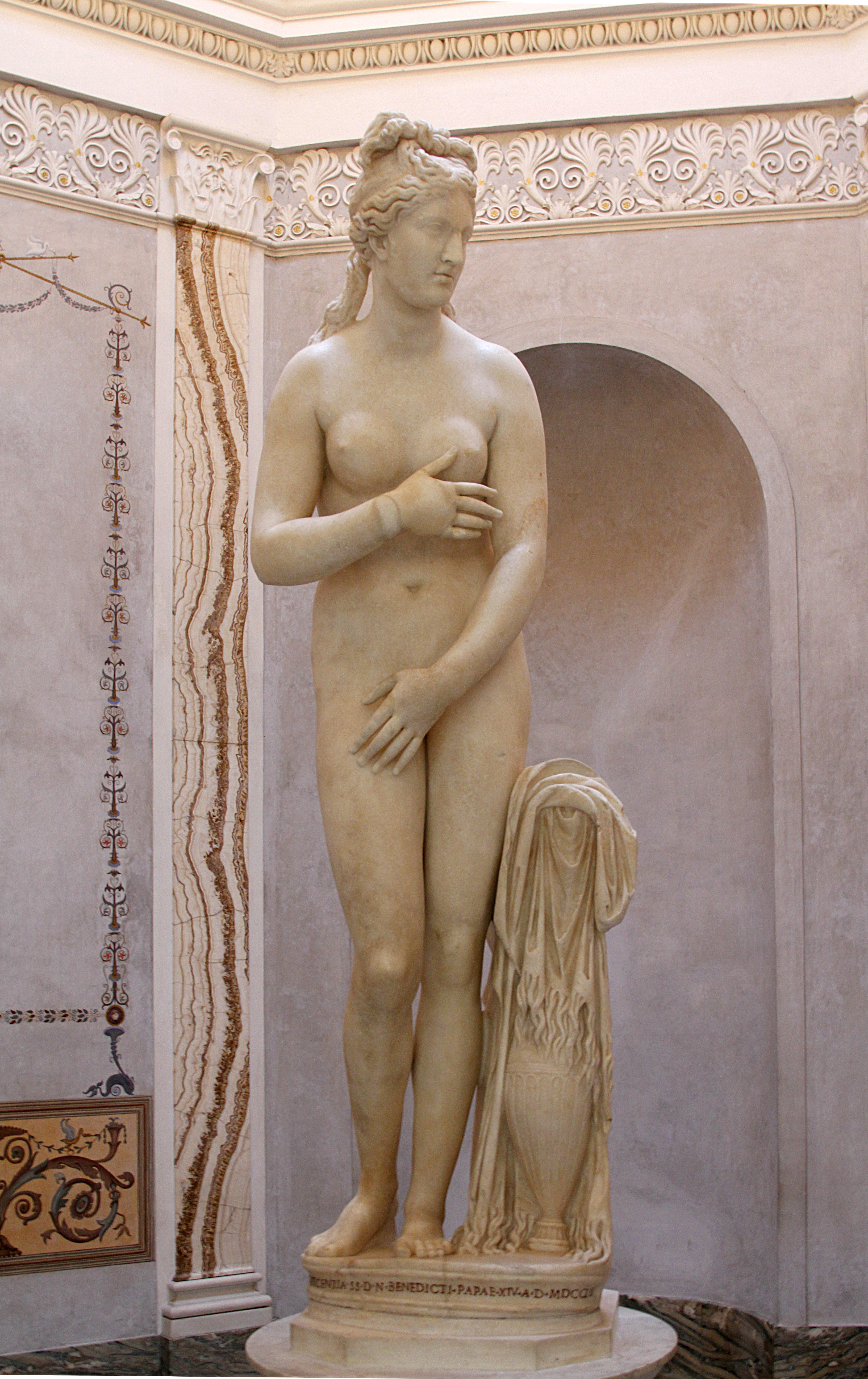
Kapitolinische Venus, 2. Jahrhundert n. Chr., Kapitolinische Museen, Rom

Venus ist die römische Göttin der Liebe, des erotischen Verlangens und der Schönheit. Das ihr beigeordnete Tier ist der Delphin, da dieser in der Antike als Symbol für Liebe und Philanthropie galt.

## Herkunft
Die Annahme, Venus sei ursprünglich eine italische Göttin des Ackerlandes, der Gärten, des Frühlings und als solche eine Göttin von Bauern und Winzern gewesen, wird heute nicht mehr vertreten. Auch für einen frühen Kult sind keine Anzeichen zu finden. Sie hatte keinen eigenen flamen (Priester) und auch in den ältesten Kalendern wird kein Fest der Venus verzeichnet. Seit dem 4. Jahrhundert v. Chr. wurde sie des Öfteren als „Göttin der Liebe“ mit der griechischen Aphrodite gleichgesetzt, deren Kult sich als Venus Erycina von Sizilien, besonders vom Berg Eryx, nach Italien ausbreitete. Der erste archäologische Beweis war der Fund einer Darstellung zusammen mit Persephone auf einem Spiegel aus Praeneste. Sie gelangte zu besonderer Bedeutung als Göttin des latinischen Bundes und hatte als solche Heiligtümer in Lavinium und Ardea.
In Rom hatte sie in alter Zeit besondere Verehrung als Murcia, worin man später fälschlich die „Myrtenfreundin“ (Myrtea) sehen wollte, sowie als Cloacina. Als Venus Libentina oder Venus Lubentina war sie die Göttin der sinnlichen Lust. Die Leichengöttin Venus Libitina wurde mit dieser „gleichgesetzt […] wegen der Namensähnlichkeit“. In deren Tempel wurden die zur Bestattung notwendigen Utensilien aufbewahrt und die Totenlisten geführt. Parallel zur Entwicklung der Venus verlief in Kampanien die Gleichsetzung der oskischen Göttin Herentas zu Aphrodite. Der erste stadtrömische Venustempel wurde 295 v. Chr. von Quintus Fabius Maximus Gurges geweiht. 217 v. Chr., nach der Schlacht am Trasimenischen See, wurde auf Geheiß der Sibyllinischen Bücher der Venus vom Berg Eryx ein Tempel gelobt und auf dem Kapitol erbaut.
Die Sage, dass Aeneas der Sohn von ihr und Anchises sei, wurde dahingehend erweitert, dass er nach der Zerstörung der Stadt Troja in die mittelitalienische Region Latium ausgewandert sei. Nach dieser Version führte Venus zunächst ihren Sohn zusammen mit dem alten Vater Anchises sicher aus dem untergehenden Troja. Als Göttin der Liebe sorgte sie anschließend dafür, dass sich die karthagische Königin Dido in Aeneas verliebte und ihm Zuflucht gewährte. Auch in der entscheidenden Schlacht gegen Turnus griff sie auf Seiten ihres Sohnes ein und brachte diesem seinen Speer zurück. Ein Bildnis von ihr soll Aeneas mit nach Lavinium gebracht haben.

## Bedeutung
Neben den vielen Formen der Verehrung, die Venus genoss und die dem griechischen Aphroditekult entsprachen, hat sie eine besondere Bedeutung als Venus genetrix, das heißt als Stammmutter des römischen Volkes durch ihren Sohn Aeneas (Aeneadum genetrix). Speziell das Geschlecht der Julier, das seine Abstammung von ihrem Enkel Iulus, dem Sohn des Aeneas, herleitete, verehrte sie als Stammmutter. In diesem Sinn errichtete ihr Julius Caesar als Venus genetrix auf dem von ihm angelegten Forum 46 v. Chr. einen prächtigen Tempel, bei dem alljährlich elftägige Spiele gefeiert wurden (Veneralien). Auch Gaius Octavius, genannt Augustus, bezog sich auf sie, was dadurch deutlich wird, dass am Fuß der Panzerstatue von Primaporta, die den Princeps zeigt, ein Delphin (das der Venus zugeordnete Tier) dargestellt ist. Als Stammmutter des ganzen römischen Volkes war ihr zusammen mit Roma von Hadrian der 135 vollendete Doppeltempel der Venus und der Roma in der Nähe des Kolosseums (später templum Urbis Romae genannt) geweiht, von dem heute nur noch Ruinen vorhanden sind.
Venus war der 1. April heilig, an dem sie von den römischen Matronen neben der Fortuna Virilis (Göttin des Glücks der Frauen bei den Männern) und der Concordia als Venus Verticordia (Wenderin der weiblichen Herzen zu Zucht und Sitte) verehrt wurde. Von geringerer Bedeutung waren die Kulte der Venus Obsequens (der Willfährigen), der Venus Salacia (Göttin der Buhlerinnen) und anderer. Auch in Kampanien stand, wohl infolge griechischer Einflüsse, der Kult der Venus in hohem Ansehen, hier war sie zum Beispiel als Venus Fisica Stadtgöttin von Pompeji.
Nach Venus wurde der fünfte Wochentag Veneris dies genannt, daher ital. venerdi, franz. vendredi, esperanto vendredo, span. viernes. Die Südgermanen setzten sie mit ihrer Göttin Frija (nordgermanisch Frigg) gleich, daher die deutsche Bezeichnung Freitag. Auch der Planet Venus ist nach ihr benannt.

## Attribute
- Die Attribute der Venus sind ihr Gürtel, Myrte, zwei Tauben, Muschelschale, Spiegel, Delphin.

## Darstellung in der Kunst

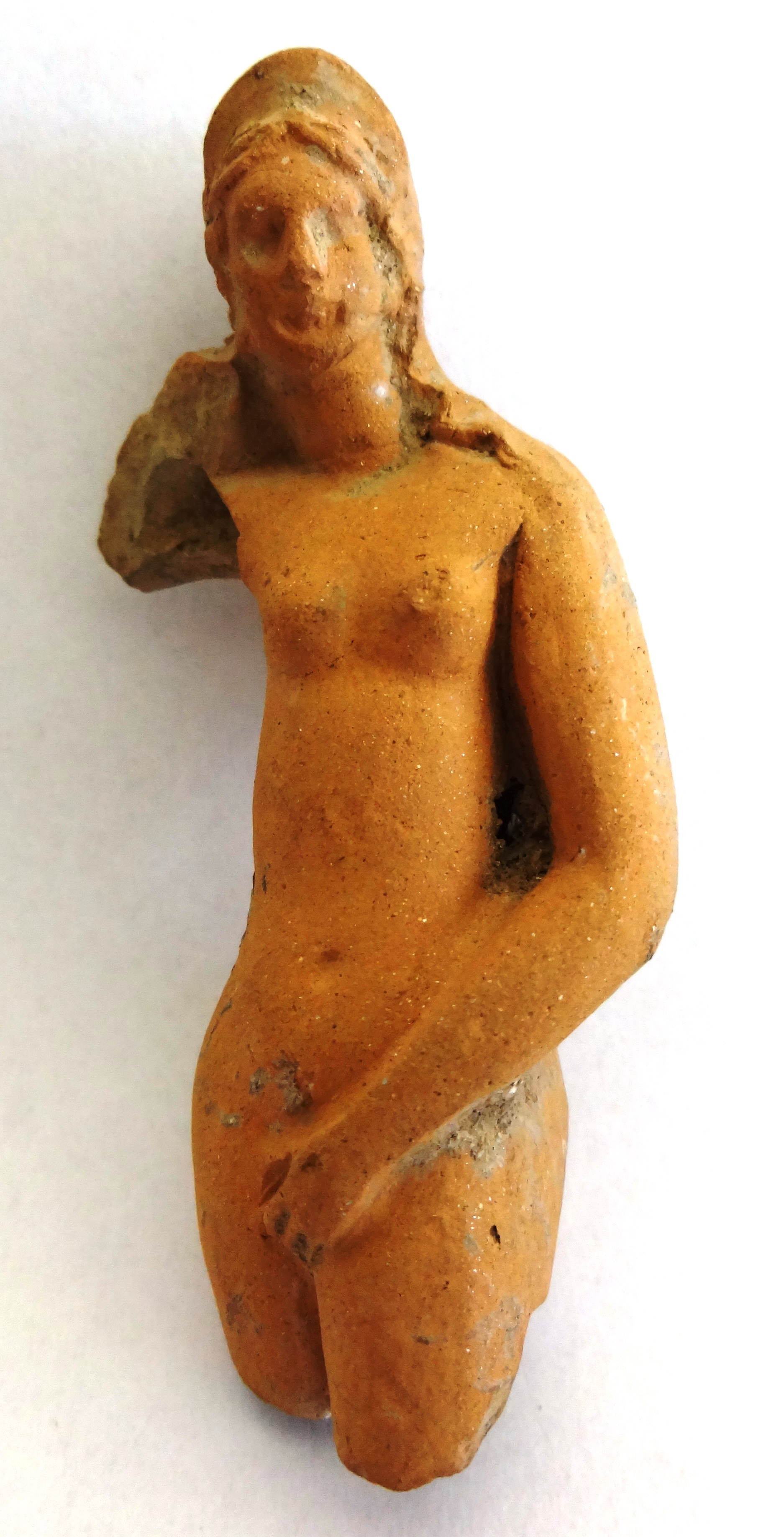
Römische Venus pudica aus Ton (1.–3. Jahrhundert n. Chr., etwa 6,5 cm hoch)

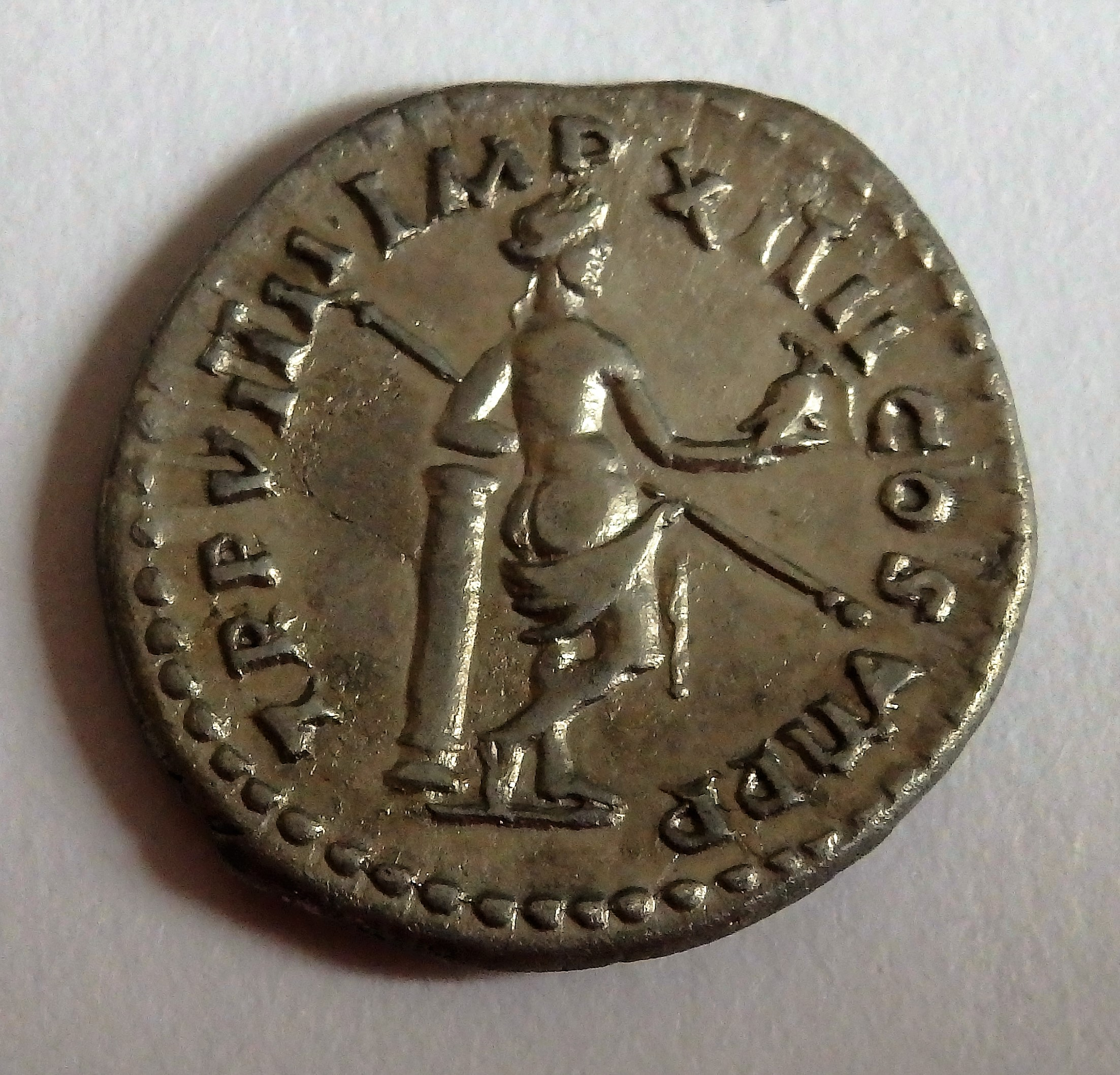
Venus oder Aphrodite Kallipygos auf Denar des Titus

In römischer Zeit wurde die Venus häufig als Motiv in der Klein- und Handwerkskunst aufgegriffen, die mit preiswerten Materialien auch Massenware produzierte. Gelegentlich wurde die Venus auf der Rückseite von Münzen abgebildet.
Seit der Malerei der Renaissance erhielt die mythologische Venus neben Eva entscheidende Bedeutung als Vorlage für den weiblichen Akt. Dargestellt wurde Venus mit Adonis und Mars und ihrem gemeinsamen Sohn Amor oder ihre Geburt aus dem Meer (Sandro Botticelli). Häufig wurde schlicht die stehende Venus (Lucas Cranach der Ältere) oder die ruhende Venus (Giorgione) gemalt.
Doch auch in anderen Kunst-Bereichen, z. B. mit Poesie und Fotografie, wurde sich immer wieder mit der Venus-Thematik auseinandergesetzt.

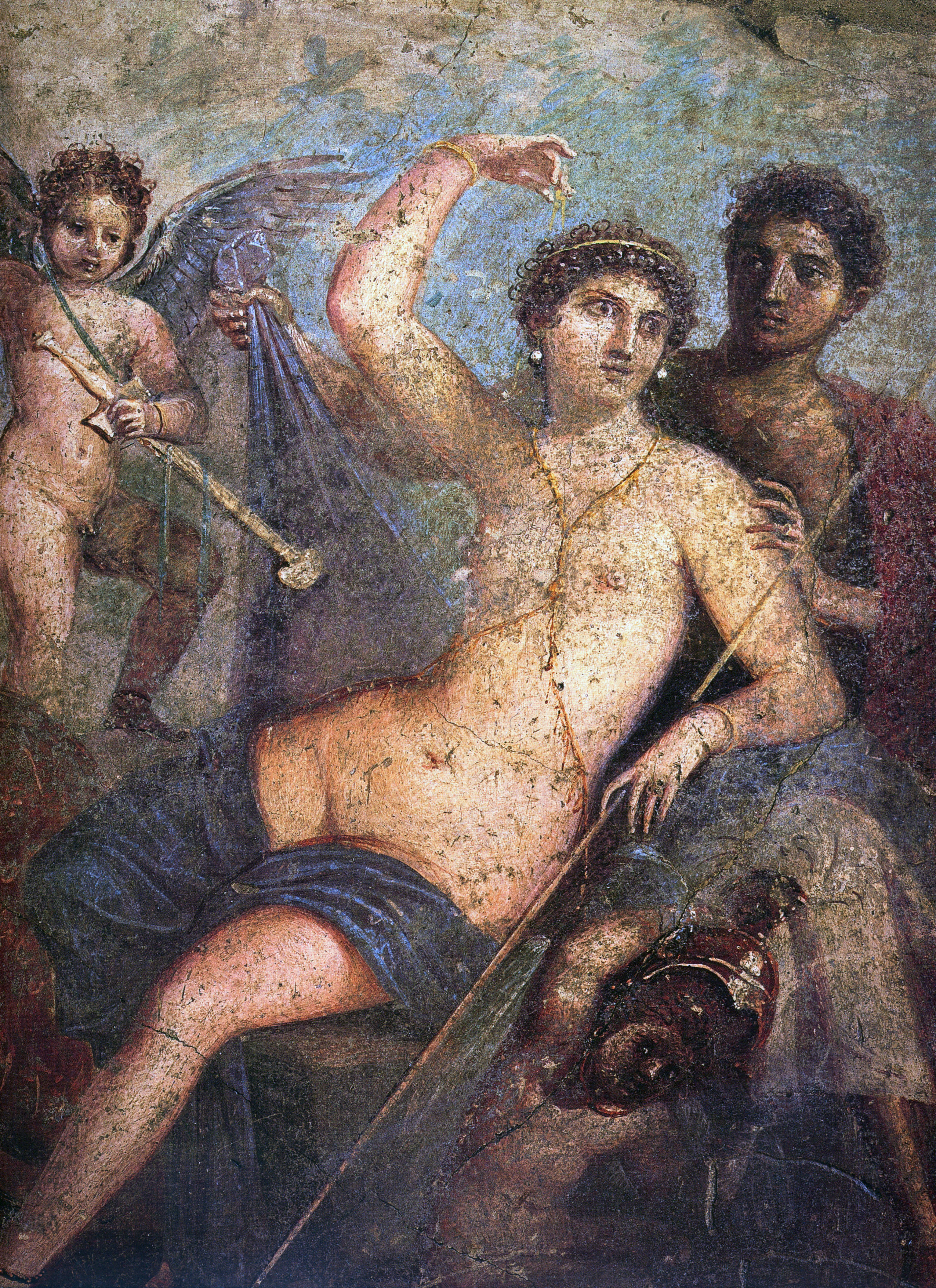
Venus und Mars, Wandgemälde aus Pompeji, um 70 n. Chr., Museo Archeologico Nazionale, Neapel
Die Geburt der Venus, von Sandro Botticelli, 1485
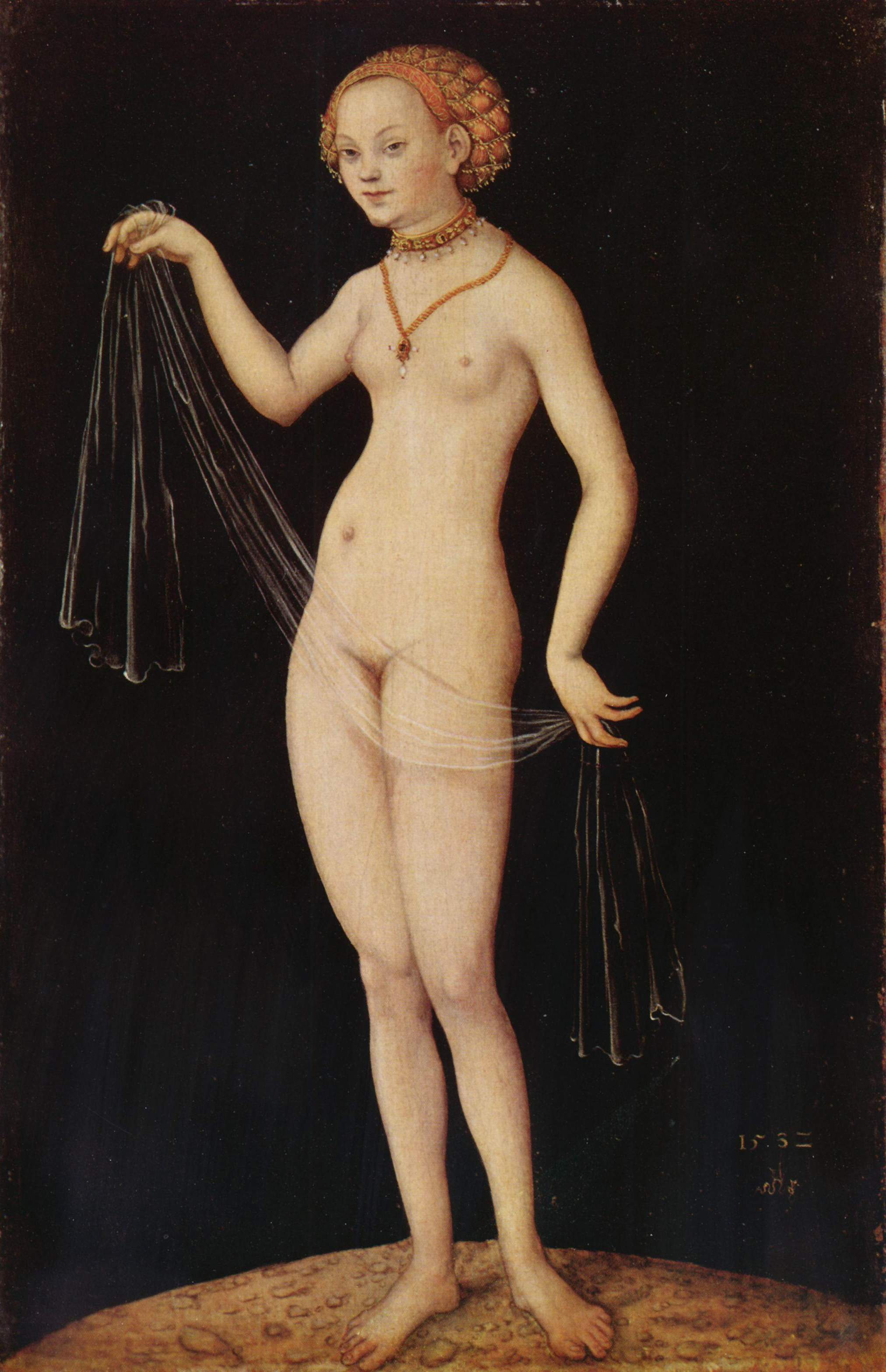
Venus, von Lucas Cranach dem Älteren, 1532, Städel in Frankfurt
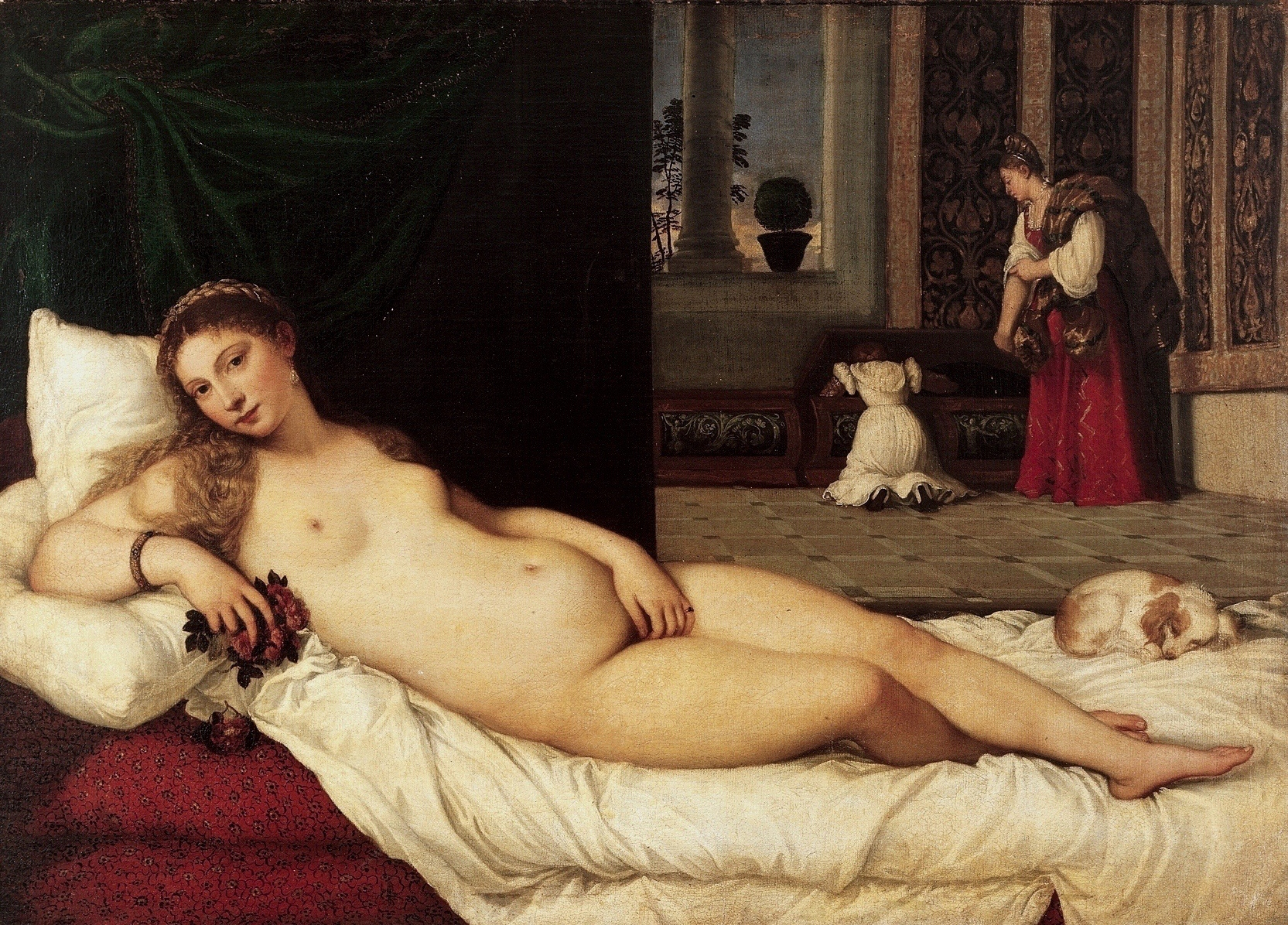
Venus von Urbino, von Tizian (ca. 1538)
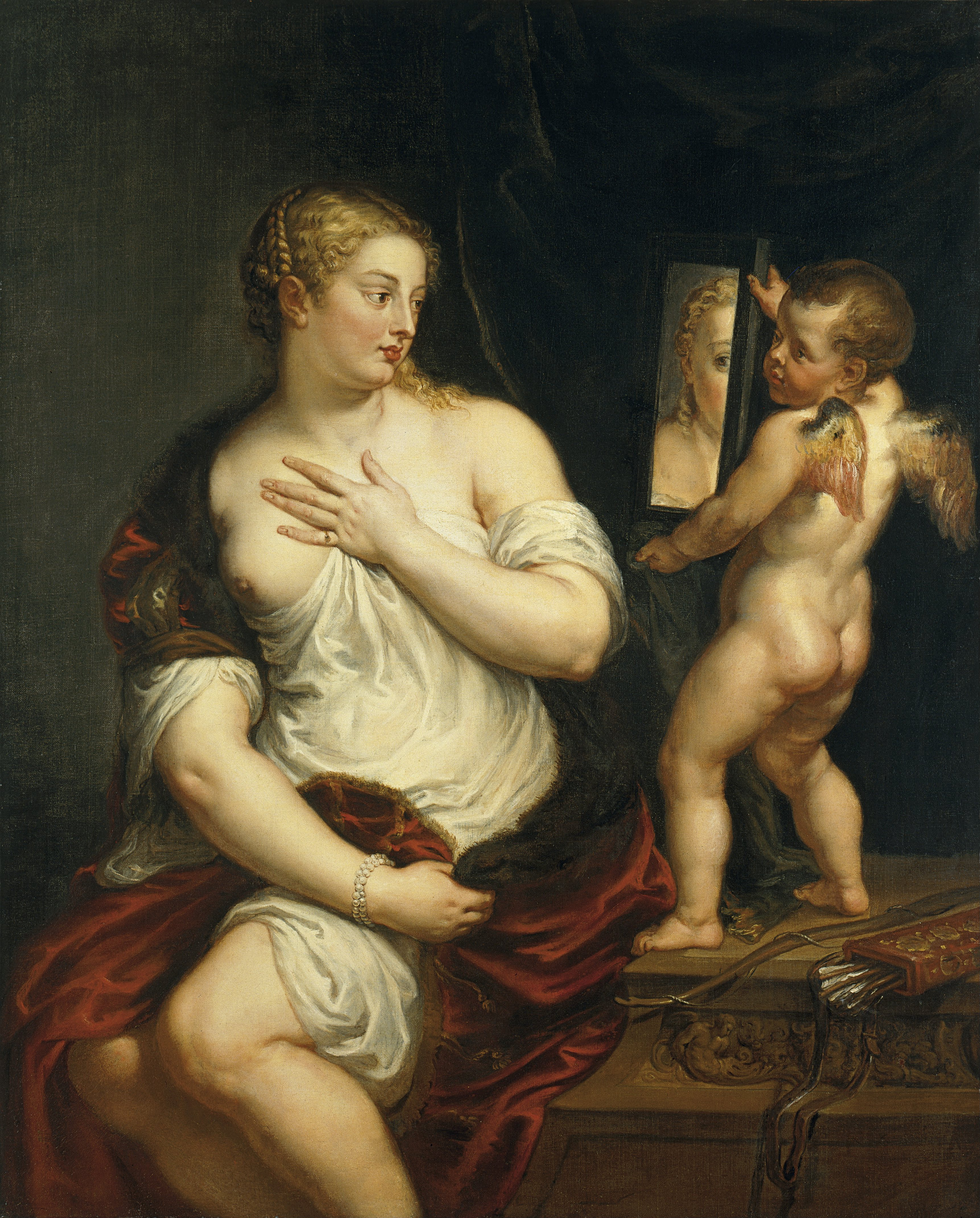
Venus und Cupido mit einem Spiegel, von Peter Paul Rubens
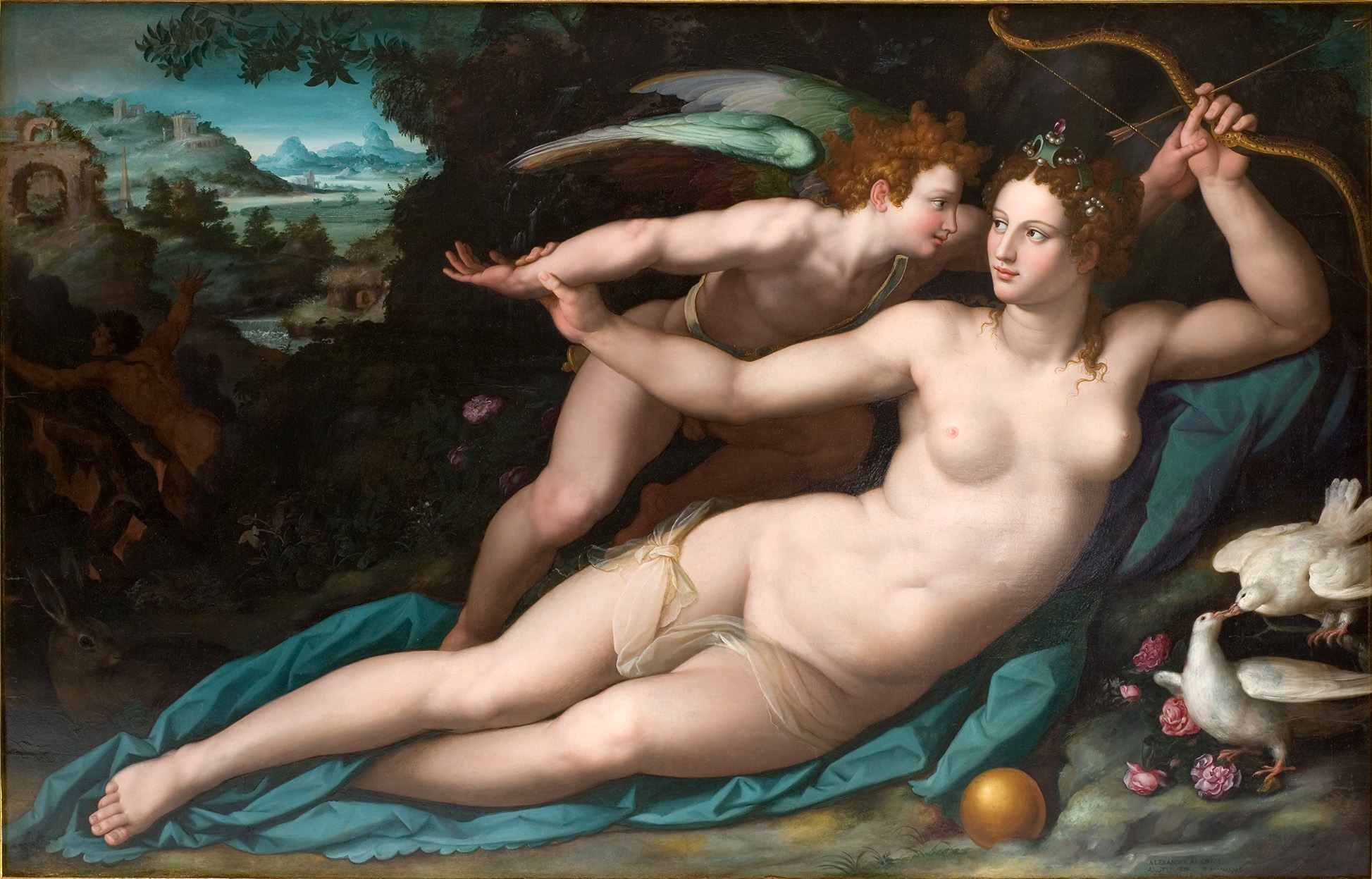
Venus und Cupid, von Alessandro Allori, um 1570
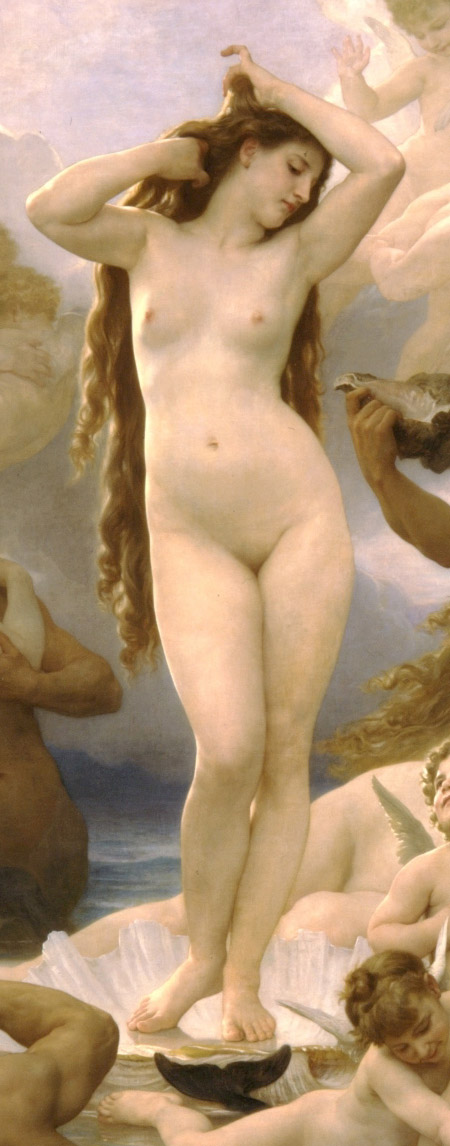
Detail aus Die Geburt der Venus, von William Adolphe Bouguereau (1879)
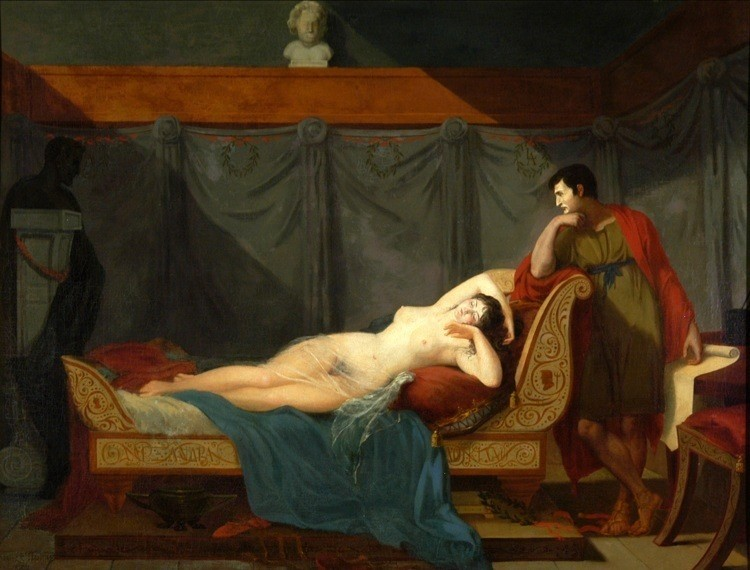
Der Schlaf der Venus, von Guillaume Guillon-Lethière, 1802
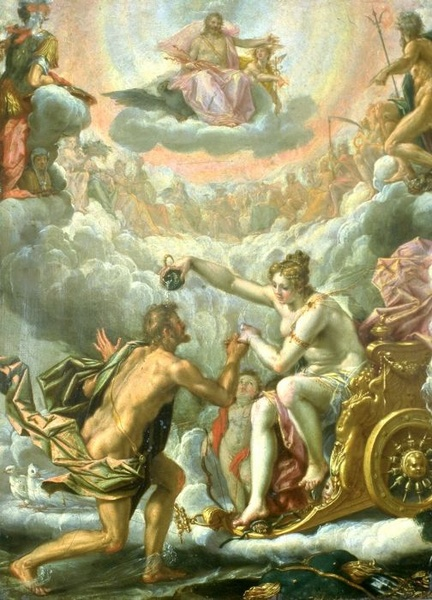
Geburt von Venus, Malerei von Peter Candid
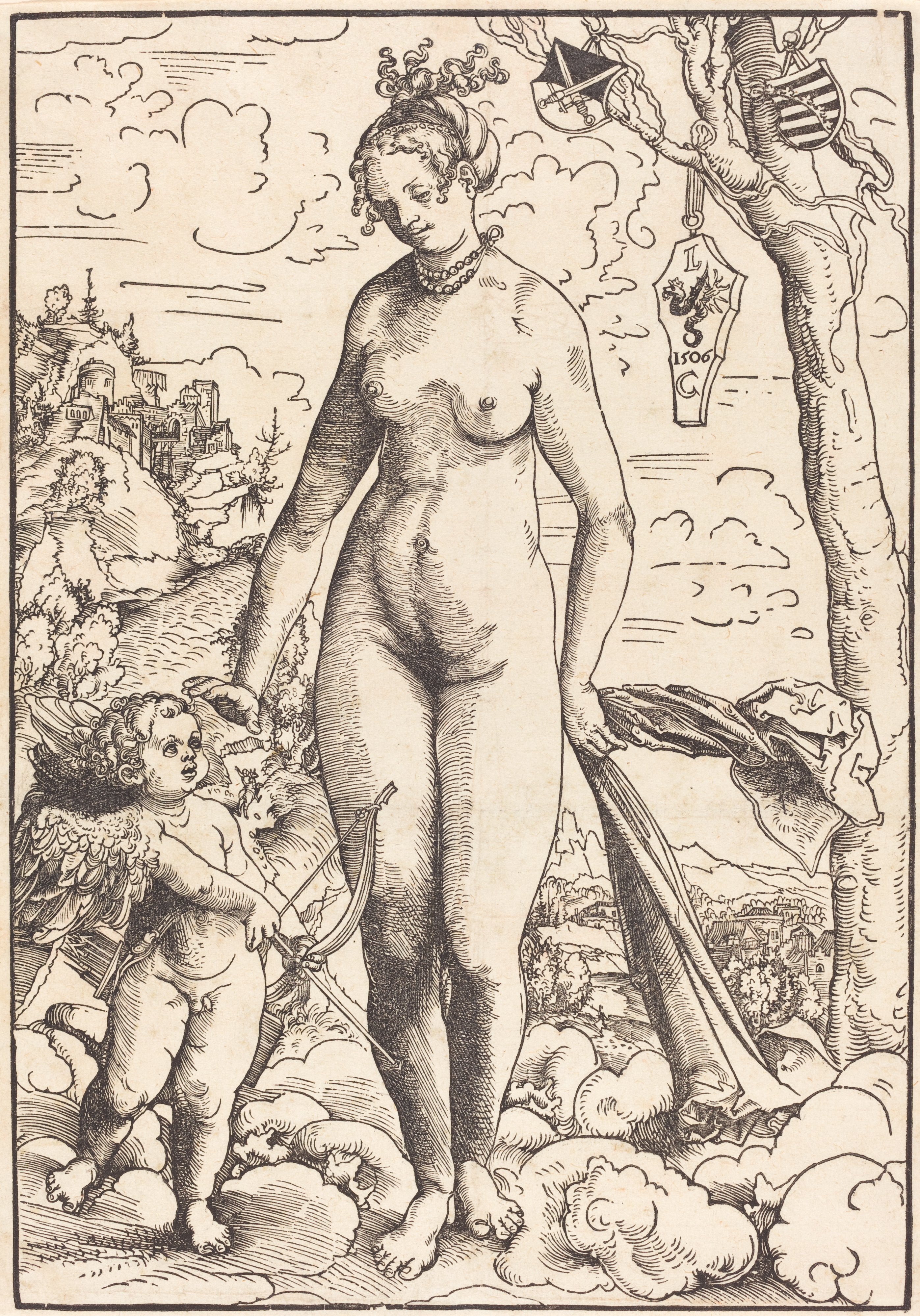
Venus und Amor, Lucas Cranach der Ältere, 1506
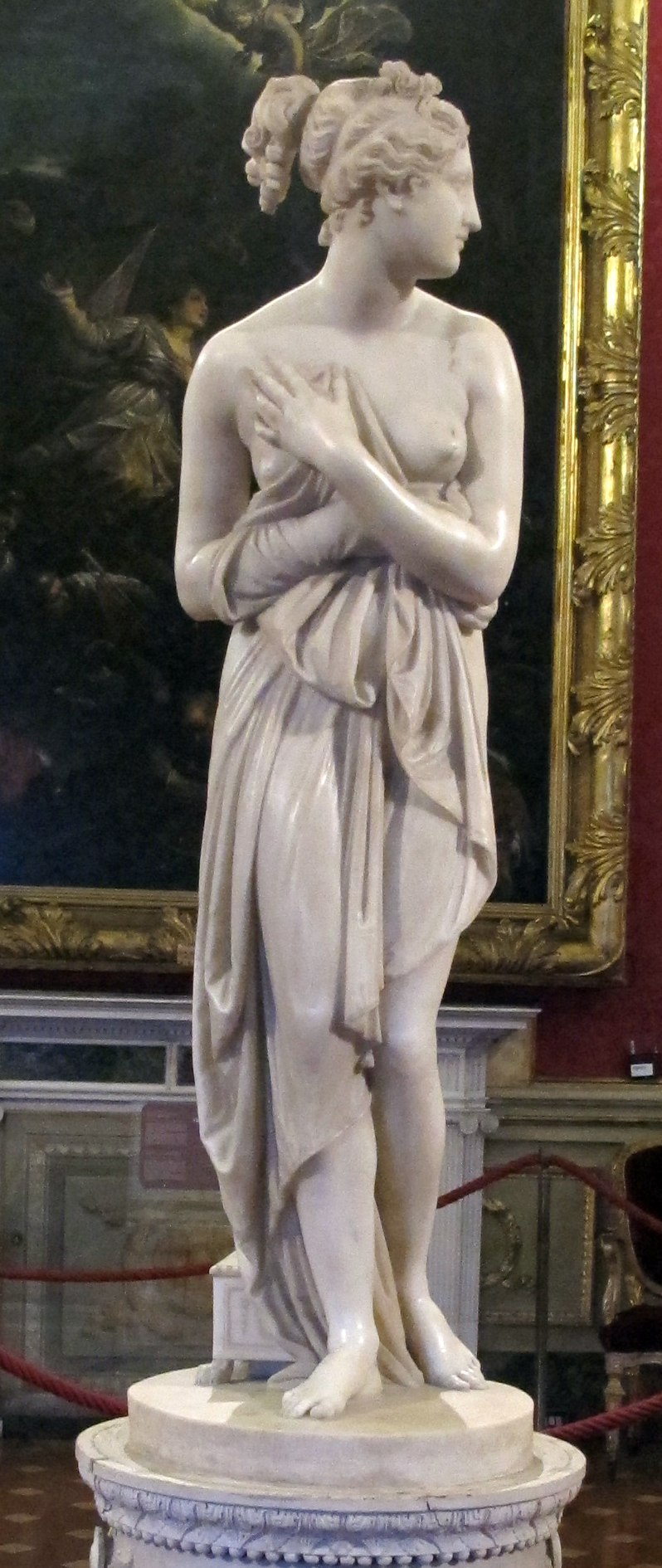
Venus Italica, Antonio Canova, 1812

Weitere Beispiele:
- Venusfigurinen, verschiedene vorgeschichtliche weibliche Statuetten
- Theaterstücke und Opern unter dem Namen Venus und Adonis